# Liga Internacional de No-religiosos y Ateos

La Liga Internacional de No-religiosos y Ateos, en alemán Internationaler Bund der Konfessionslosen und Atheisten, (IBKA) es una asociación fundada en Berlín en 1976 como "International League of Non-religious" (IBDK) y renombrada en 1982.
Tiene aproximadamente 500 miembros (como personas físicas) y 11 miembros corporativos (personas jurídicas), así como un Consejo Científico.
Entre sus objetivos, promueve el racionalismo y el establecimiento de los derechos humanos y la libertad científica, así como la separación Iglesia-Estado.